# Pinene
Il pinene è un composto organico che si trova nella resina di varie conifere (prevalentemente Pinaceae) e deve il suo nome al pino. Si ottiene in grandi quantità (3–4 kg per tonnellata di legno) nei processi di produzione della cellulosa dal legno di conifere.
Appartiene alla famiglia dei terpenoidi ed in particolare è un monoterpene biciclico.
Ha come isomeri α-pinene, β-pinene e γ-pinene.
Quest'ultimo trova impiego in solventi sintetici a derivazione organica (vegetale) come l'acquaragia. I primi due tipi vengono invece utilizzati per produrre caramelle balsamiche e suffumigi per inalazioni. Secondo gli ultimi studi in campo neuroscientifico, l'α-pinene (in vitro e in doppio cieco) ha dimostrato di essere un inibitore dell'Acetilcolinesterasi, (EC50= 0.42 mN) l'enzima che degrada l'acetilcolina. L'aumento delle concentrazioni nelle cellule cerebrali di Ach nella via dopaminergica nigrostriatale e nella corteccia prefrontale è alla base degli effetti di miglioramento di memoria e cognizione/concentrazione. 
Composto alquanto volatile all'aria, il pinene rilascia un gradevole aroma balsamico (odore di resina, odore di legno di pino) volatilizzandosi. È utilizzato anche come attrattivo chimico nella gestione degli insetti forestali.

## Isomeri
| Formula di struttura   |                   |                   |                   |                   |
| Vista prospettica      | X                 |                   | X                 |                   |
| Modello ball-and-stick | X                 |                   | X                 |                   |
| nome                   | (1R)-(+)-α-pinene | (1S)-(−)-α-pinene | (1R)-(+)-β-pinene | (1S)-(−)-β-pinene |
| CAS                    | 7785-70-8         | 7785-26-4         | 19902-08-0        | 18172-67-3        |